# Ljetna univerzijada 1970.
VI. Ljetna univerzijada održana je u Torinu u Italiji od 26. kolovoza do 6. rujna 1970. godine.
Na Univerzijadi je sudjelovalo 58 država s 2.084 natjecatelja koji su se natjecali u devet športova i 90 disciplina. Najuspješniji je bio SSSR s 26 zlatnih, 17 srebrnih i 15 bronačnih medalja.